# Tokioter Prozesse
|  | Dieser Artikel oder Abschnitt wurde wegen inhaltlicher Mängel auf der Qualitätssicherungsseite der Redaktion Geschichte eingetragen (dort auch Hinweise zur Abarbeitung dieses Wartungsbausteins). Dies geschieht, um die Qualität der Artikel im Themengebiet Geschichte auf ein akzeptables Niveau zu bringen. Dabei werden Artikel gelöscht, die nicht signifikant verbessert werden können. Bitte hilf mit, die Mängel dieses Artikels zu beseitigen, und beteilige dich bitte an der Diskussion! |

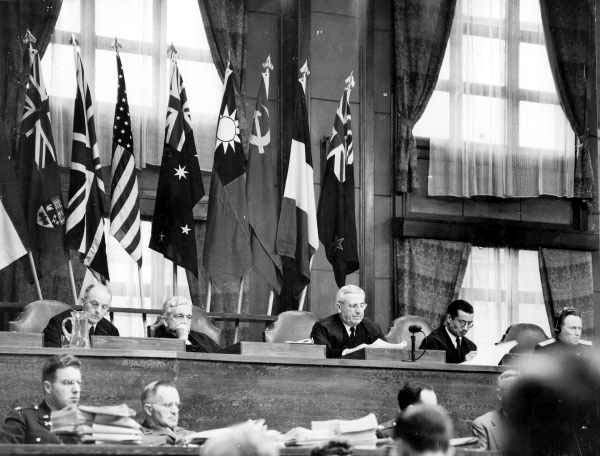
Internationaler Militärgerichtshof für den Fernen Osten, Vorsitzender Richter William F. Webb (Australien), 1946 (Bildmitte mit Mikrophon)

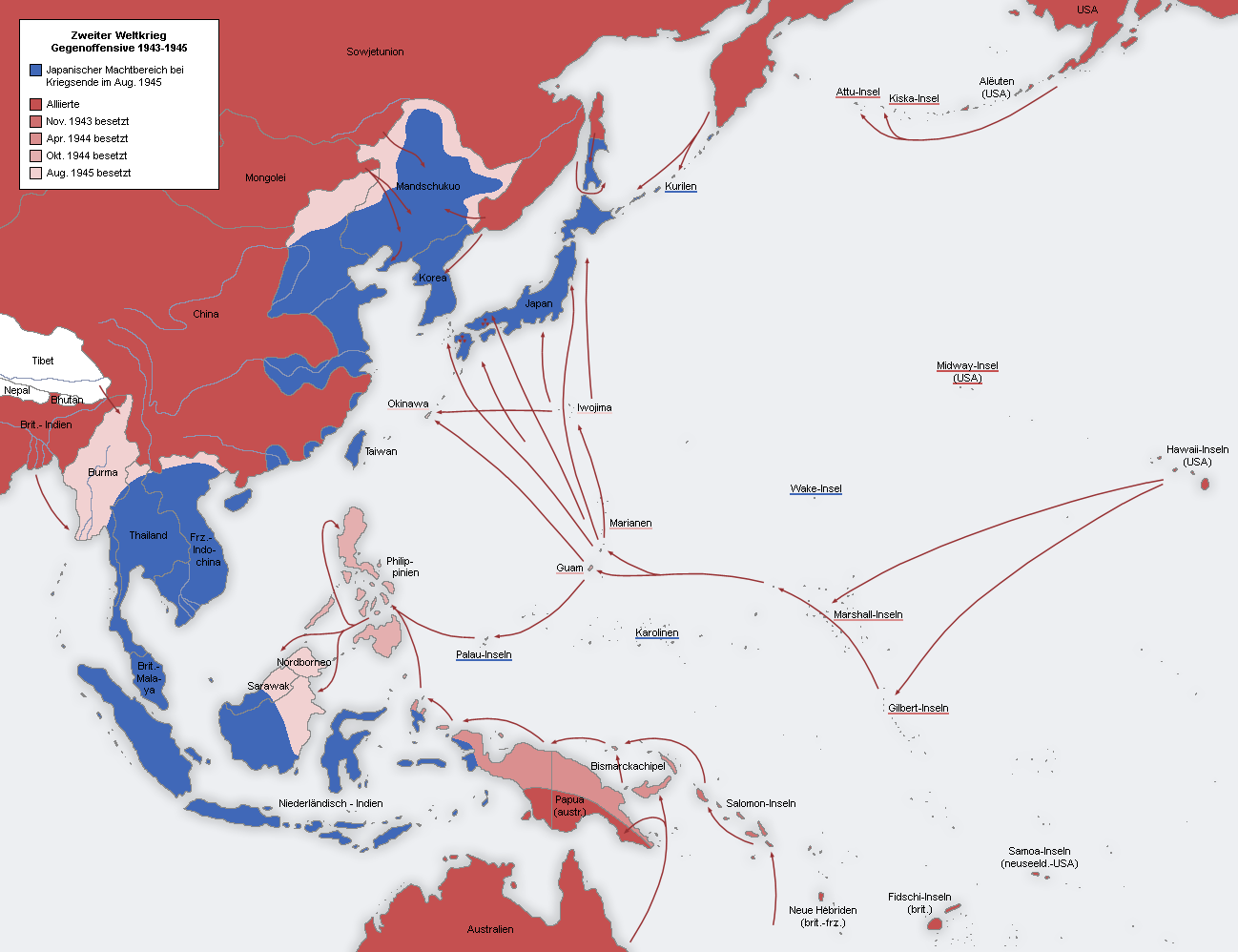
Machtbereiche bei Ende des Pazifikkrieges im August 1945 (blau: Japan, rot: Alliierte)

In den Tokioter Prozessen (japanisch 東京裁判, Tōkyō Saiban) vor dem Internationalen Militärgerichtshof für den Fernen Osten (engl. International Military Tribunal for the Far East IMTFE, 極東国際軍事裁判, Kyokutō Kokusai Gunji Saiban) wurden nach Ende des Pazifikkriegs durch die Siegermächte 28 der politischen und militärischen Führer des Japanischen Kaiserreiches als Hauptkriegsverbrecher (major war criminals) insbesondere wegen Verbrechen gegen den Frieden angeklagt und verurteilt.
Die Anklage wurde am 29. April 1946 erhoben. Die Verhandlungen begannen am 3. Mai 1946, die Urteilsverkündung erfolgte am 12. November 1948. Alle wesentlichen Originalunterlagen, Dokumente und Fotos sind abrufbar z. B. in der umfangreichen IMTFE – Digitalsammlung (The International Military Tribunal For The Far East) der University of Virginia Law Library oder im National World War II Museum, New Orleans.

## Grundlage
Am 2. September 1945 hatte die Kaiserlich Japanische Armee gegenüber den Alliierten unter Führung der Vereinigten Staaten von Amerika bedingungslos kapituliert. Damit war der Zweite Weltkrieg auch in Asien beendet. 
Der Supreme Commander for the Allied Powers Douglas MacArthur war von der Far Eastern Commission beauftragt worden, einen internationalen Militärgerichtshof zur Untersuchung und Verhandlung von Kriegsverbrechen zu errichten. Im Nürnberger Prozess gegen die Hauptkriegsverbrecher war das Gericht aufgrund des Londoner Viermächte-Abkommens vom 8. August 1945 (Nürnberger Charta) errichtet worden. An dieser Charta orientierte sich MacArthur, als er am 19. Januar 1946 im Rahmen seiner Amtsgewalt das IMTFE-Statut, auch Tokio Charta genannt, in Kraft setzte. Im Gegensatz zur Nürnberger Charta war die Grundlage des Gerichtshofes keine internationale Vereinbarung, sondern eine militärische Anordnung. Dieser Umstand wird als Indikator für den Einfluss der Vereinigten Staaten im Prozess gesehen, aber auch als Grund, warum der Prozess im Gegensatz zu dem in Nürnberg weniger Aufmerksamkeit bekam.

## Angeklagte

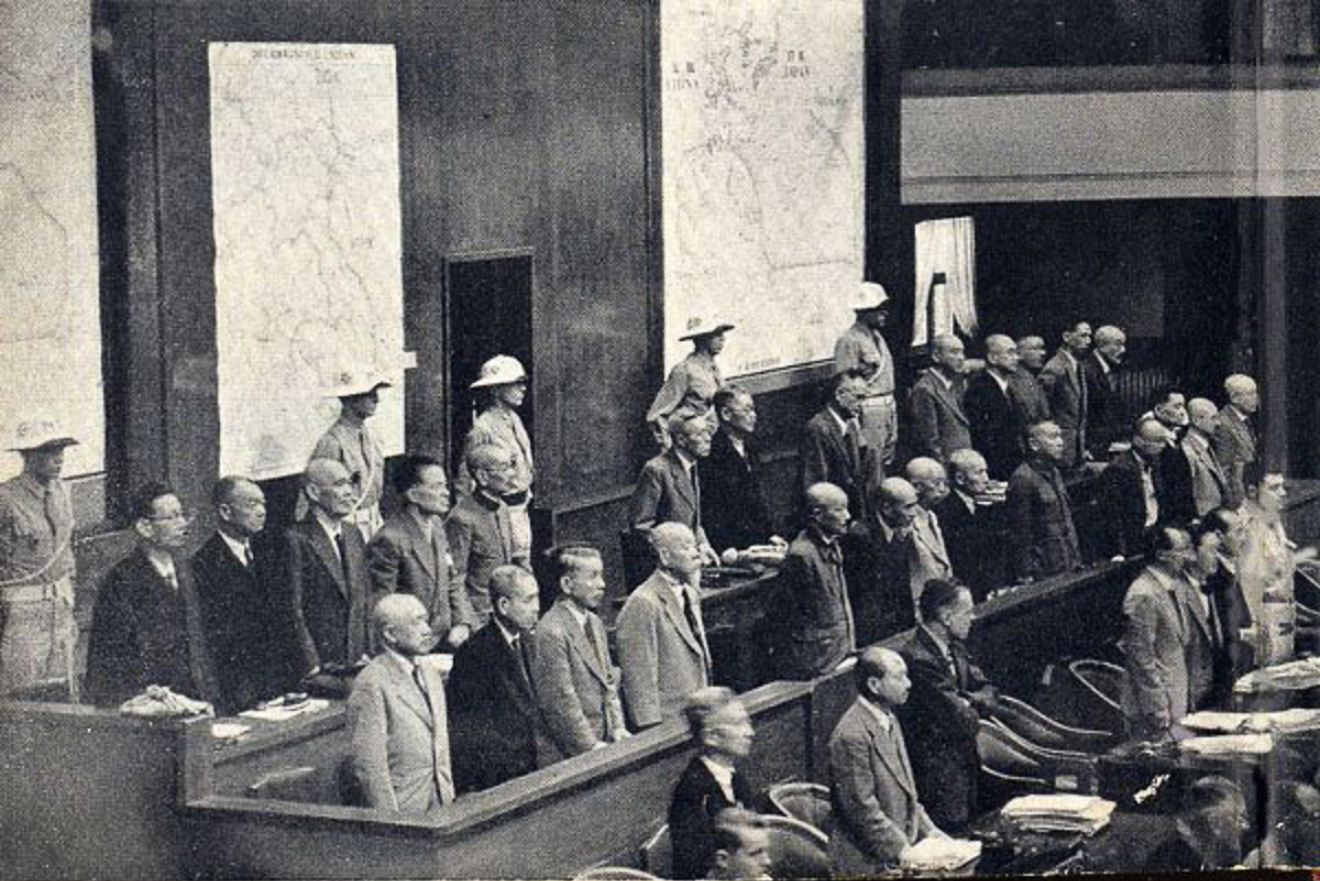
Die Angeklagten im Tokioter Prozess

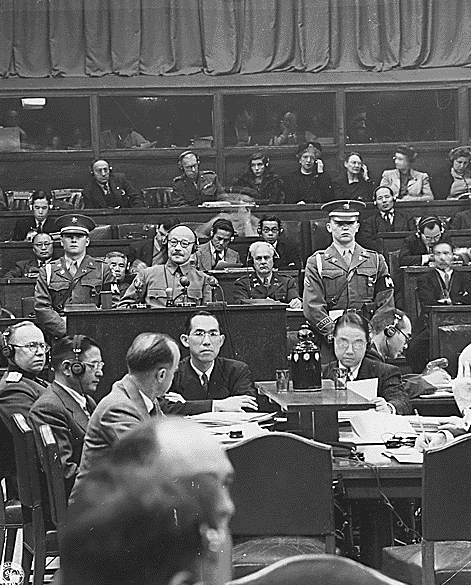
Tōjō Hideki während seiner Vernehmung in Tokio (im Zeugenstand sitzend, mit Kopfhörern)

Neben militärischen Befehlshabern standen Politiker, Diplomaten und hohe Staatsbeamte vor Gericht. Der politische Philosoph und Propagandist Ōkawa Shūmei stellte hierbei eine Ausnahme dar. Der Oberbefehlshaber der Streitkräfte Japans, Kaiser Hirohito, wurde nicht angeklagt und auch nicht als Zeuge vorgeladen.
Dieses und das Verhalten General Douglas MacArthurs und des Brigadier General Bonner Fellers, die sich nach dem Krieg bemühten, Kaiser Hirohito und die kaiserliche Familie vor Strafverfolgung zu schützen, wird unter anderem von den Historikern John Dower und Herbert Bix kritisiert. Die Verantwortlichkeiten der kaiserlichen Familie seien heruntergespielt und Tōjō Hideki – der zuletzt Japans Premierminister war – als Hauptschuldiger dargestellt worden. MacArthur und Fellers hatten maßgeblichen Einfluss auf die Nachkriegsordnung Japans und auf die amerikanische Entscheidung, Kaiser Hirohito auf dem Thron zu belassen.

## Ankläger
| Nr. | Ankläger                        | Staat                  |
| --- | ------------------------------- | ---------------------- |
| 1.  | Joseph B. Keenan (Chefankläger) | Vereinigte Staaten     |
| 2.  | Sergei Alexandrowitsch Golunski | Sowjetunion            |
| 3.  | Sir Alan James Mansfield        | Australien             |
| 4.  | Henry Grattan Nolan             | Kanada                 |
| 5.  | Hsiang Che-chun                 | China                  |
| 6.  | Arthur Comyns Carr              | Vereinigtes Königreich |
| 7.  | Robert L. Oneto                 | Frankreich             |
| 8.  | P. Govinda Menon                | Britisch-Indien        |
| 9.  | Frederick Borgerhoff-Mulder     | Niederlande            |
| 10. | Ronald Henry Quilliam           | Neuseeland             |
| 11. | Pedro López                     | Philippinen            |

Weitere Mitarbeiter des Anklägerteams: Solis Horowitz, Willis E. Mahoney

## Anklagepunkte
- Verschwörung gegen den Weltfrieden (Klagegründe 1 bis 36). Rechtsgrundlage war hier u. a. der Briand-Kellogg-Pakt, der Angriffskriege ächtete. Japan war diesem völkerrechtlich verbindlichen Vertrag beigetreten. Das Gericht entschied, dass andere Anklagepunkte, die sich auf eine Verschwörung beziehen, nicht unter die Zuständigkeit des Gerichtes fielen.
- Mord an Kriegsgefangenen, Zivilisten und Militärangehörigen (Klagegründe 37 bis 52)
- Kriegsverbrechen und Verbrechen gegen die Menschlichkeit (Klagegründe 53 bis 55). Rechtsgrundlage waren hier u. a. die Haager Landkriegsordnung mit Japan als Signatarstaat sowie das Abkommen über die Behandlung der Kriegsgefangenen. Dem Abkommen war Japan allerdings nicht beigetreten, es galt aber als Völkergewohnheitsrecht.

Am Ende wurden 55 Anklagepunkte in zehn zusammengefasst. Zwei Punkte, „Verschwörung von Japan, Italien und Deutschland um Weltherrschaft“ und „Invasion in Thailand“, wurden aus Mangel an Beweisen nicht verhandelt.
Während in die Nürnberger Charta noch die Verfolgung aufgrund von religiösen Gründen aufgenommen worden war, wurde dieser Anklagegrund in Tokio gestrichen. Auch gab es in der Tokio Charta keine Vorschriften über das Verbot krimineller Organisationen wie in Nürnberg. 
Die Formulierungen der Anklagepunkte wurde auch in Nachfolgeprozessen in China genutzt.
| Anklagepunkt | Inhalt |
| ------------ | --- |
| 1            | [Beteiligung] als Führer, Organisatoren, Anstifter oder Komplizen an der Planung oder Ausführung eines gemeinsamen Plans oder einer Verschwörung zum Führen von Angriffskriegen und eines Kriegs oder Kriegen, die internationales Recht verletzten |
| 27           | Führen eines unprovozierten Krieges gegen China |
| 29           | Führen eines Angriffskrieges gegen die Vereinigten Staaten |
| 31           | Führen eines Angriffskrieges gegen das Britische Commonwealth |
| 32           | Führen eines Angriffskrieges gegen die Niederlande |
| 33           | Führen eines Angriffskrieges gegen Frankreich (Indochina) |
| 35, 36       | Führen eines Angriffskrieges gegen die UdSSR |
| 54           | Anordnung, Autorisierung und Erlaubnis zur unmenschlichen Behandlung von Kriegsgefangenen und anderen |
| 55           | Vorsätzliche und rücksichtslose Vernachlässigung der Pflicht, angemessene Schritte zur Prävention von Gräueltaten einzuleiten |

## Verteidigung
Die meisten Verteidiger kamen aus dem ehemaligen Kriegs-, Marine- oder Außenministerium oder auch von verschiedenen Rechtsanwaltskammern. Mit den ebenfalls zugelassenen amerikanischen Verteidigern, die sich anders als die japanischen auch mit dem anglo-amerikanischen Recht auskannten, kam es zu heftigen Konflikten um die Verteidigungsstrategie. Während es den Japanern auf eine Gesamtverteidigung der Nation ankam, wollten die Amerikaner den Schwerpunkt auf die individuelle Verteidigung jedes einzelnen Angeklagten legen.
Aus der Möglichkeit für das Gericht im MTFE-Statut, nach eigenem Ermessen Verteidiger von der Verhandlung ausschließen sowie die Beweiserbringung oder Beweisführung der Verteidigung zu beschränken, konstatieren einzelne „eine systematische Behinderung der Verteidigung“.

## Richter

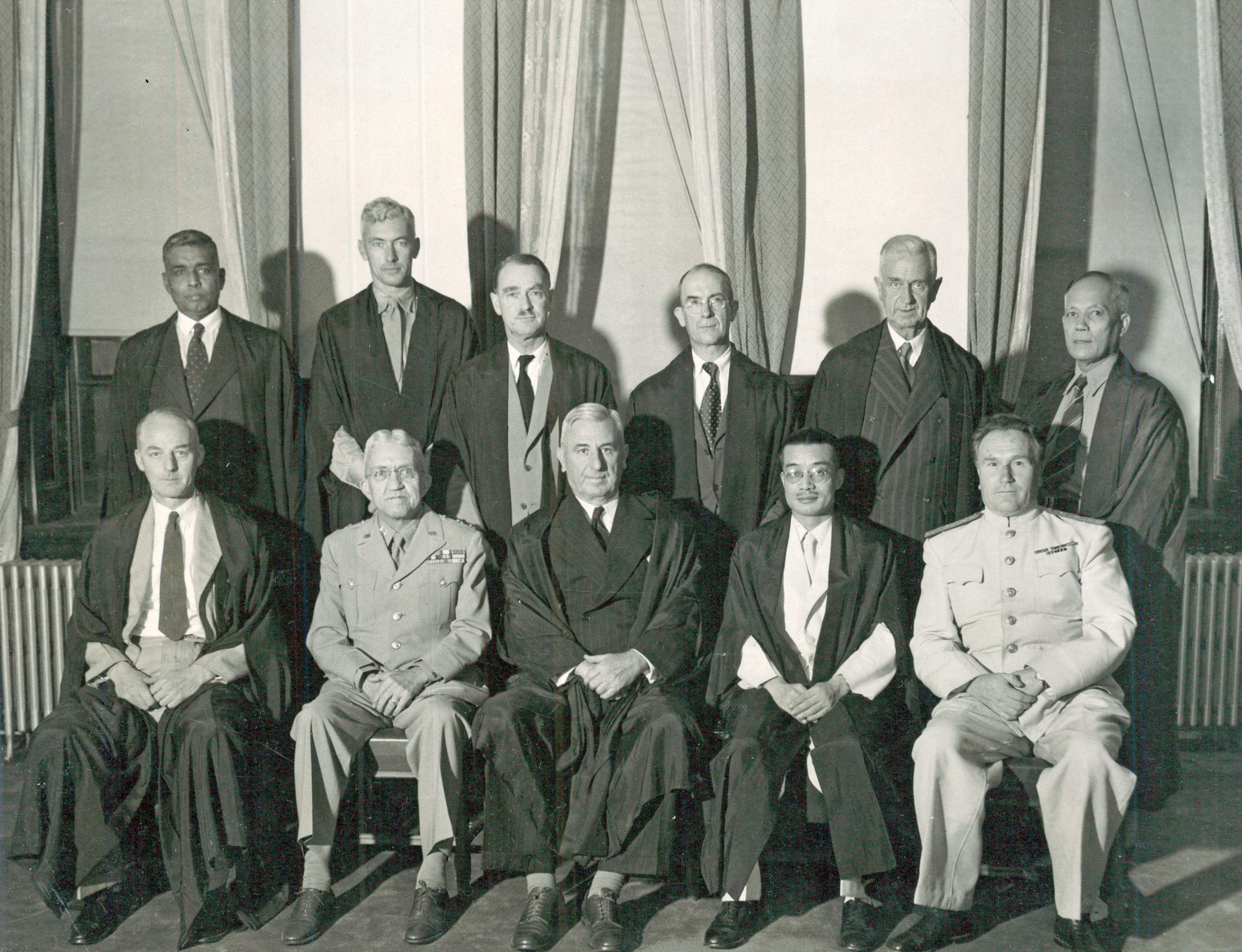
Die 11 Richter des Internationalen Militärgerichtshofs für den Fernen Osten, 29. Juli 1946

Vorsitzender (Präsident): William F. Webb
| Nr. | Richter                                              | benennender Staat      |
| --- | ---------------------------------------------------- | ---------------------- |
| 1.  | John Patrick Higgins, abgelöst durch Myron C. Cramer | Vereinigte Staaten     |
| 2.  | Iwan Michejewitsch Sarjanow                          | Sowjetunion            |
| 3.  | William Donald Patrick                               | Vereinigtes Königreich |
| 4.  | Henri Bernard                                        | Frankreich             |
| 5.  | Bernard V. A. Röling                                 | Niederlande            |
| 6.  | Mei Ju-ao                                            | China                  |
| 7.  | William F. Webb                                      | Australien             |
| 8.  | Harvey Northcroft                                    | Neuseeland             |
| 9.  | Edward Stuart McDougall                              | Kanada                 |
| 10. | Radhabinod Pal                                       | Britisch-Indien        |
| 11. | Delfin Jaranilla                                     | Philippinen            |

## Urteile
| Nr. | Angeklagter       | Position                                                                              | Urteil | Anklagepunkte(1) | Anklagepunkte(1) | Anklagepunkte(1) | Anklagepunkte(1) | Anklagepunkte(1) | Anklagepunkte(1) | Anklagepunkte(1) | Anklagepunkte(1) | Anklagepunkte(1) | Anklagepunkte(1) |
| Nr. | Angeklagter       | Position                                                                              | Urteil | 1                | 27               | 29               | 31               | 32               | 33               | 35               | 36               | 54               | 55               |
| --- | ----------------- | ------------------------------------------------------------------------------------- | --- | ---------------- | ---------------- | ---------------- | ---------------- | ---------------- | ---------------- | ---------------- | ---------------- | ---------------- | ---------------- |
| 1.  | Tōjō Hideki       | General, Ministerpräsident, Generalstabschef                                          | Todesurteil | S                | S                | S                | S                | S                | S                |                  | U                | S                | A                |
| 2.  | Mutō Akira        | Generalleutnant                                                                       | Todesurteil | S                | S                | S                | S                | S                | U                |                  | U                | S                | S                |
| 3.  | Itagaki Seishirō  | General                                                                               | Todesurteil | S                | S                | S                | S                | S                | U                | S                | S                | S                | A                |
| 4.  | Matsui Iwane      | General                                                                               | Todesurteil | U                | U                | U                | U                | U                |                  | U                | U                | U                | S                |
| 5.  | Kimura Heitarō    | General                                                                               | Todesurteil | S                | S                | S                | S                | S                |                  |                  |                  | S                | S                |
| 6.  | Doihara Kenji     | General, Chef des japanischen Nachrichtendienstes in Mandschukuo                      | Todesurteil | S                | S                | S                | S                | S                | U                | S                | S                | S                | A                |
| 7.  | Hirota Kōki       | Ministerpräsident, Außenminister, Botschafter in der Sowjetunion                      | Todesurteil | S                | S                | U                | U                | U                | U                | U                |                  | U                | S                |
| 8.  | Nagano Osami      | Admiral                                                                               | noch vor Prozessende am 5. Januar 1947 verstorben                                                                                                 |                  |                  |                  |                  |                  |                  |                  |                  |                  |                  |
| 9.  | Hashimoto Kingorō | Oberst                                                                                | lebenslange Haft (entlassen 1955) | S                | S                | U                | U                | U                |                  |                  |                  | U                | U                |
| 10. | Oka Takazumi      | Vizeadmiral                                                                           | lebenslange Haft (entlassen 1954) | S                | S                | S                | S                | S                |                  |                  |                  | U                | U                |
| 11. | Satō Kenryō       | Generalleutnant                                                                       | lebenslange Haft (entlassen 1956) | S                | S                | S                | S                | S                |                  |                  |                  | U                | U                |
| 12. | Minami Jirō       | General, Generalgouverneur Koreas                                                     | lebenslange Haft (entlassen 1954) | S                | S                | U                | U                | U                |                  |                  |                  | U                | U                |
| 13. | Shimada Shigetarō | Admiral, Marineminister                                                               | lebenslange Haft (entlassen 1955) | S                | S                | S                | S                | S                |                  |                  |                  | U                | U                |
| 14. | Hata Shunroku     | Generalfeldmarschall                                                                  | lebenslange Haft (entlassen 1955) | S                | S                | S                | S                | S                |                  | U                | U                | U                | S                |
| 15. | Araki Sadao       | General, Kriegsminister                                                               | lebenslange Haft (entlassen 1955) | S                | S                | U                | U                | U                | U                | U                | U                | U                | U                |
| 16. | Oshima Hiroshi    | Generalleutnant, Botschafter im Deutschen Reich                                       | lebenslange Haft (entlassen 1955) | S                | U                | U                | U                | U                |                  |                  |                  | U                | U                |
| 17. | Umezu Yoshijirō   | General, Kommandant der Kantōarmee                                                    | lebenslange Haft (in Haft 1949 verstorben) | S                | S                | S                | S                | S                |                  |                  | U                | U                | U                |
| 18. | Hoshino Naoki     | Kanzleidirektor von Mandschukuo                                                       | lebenslange Haft (entlassen 1955) | S                | S                | S                | S                | S                | U                | U                |                  | U                | U                |
| 19. | Koiso Kuniaki     | General, Generalgouverneur Koreas, Ministerpräsident                                  | lebenslange Haft (in Haft 1950 verstorben) | S                | S                | S                | S                | S                |                  |                  | U                | U                | S                |
| 20. | Suzuki Teiichi    | Generalleutnant, Chef des Planungsamts                                                | lebenslange Haft (entlassen 1955) | S                | S                | S                | S                | S                |                  | U                | U                | U                | U                |
| 21. | Hiranuma Kiichirō | Ministerpräsident                                                                     | lebenslange Haft (entlassen und verstorben 1952)                                                                                                  | S                | S                | S                | S                | S                | U                | U                | S                | U                | U                |
| 22. | Kido Kōichi       | Kaiserlicher Siegelbewahrer, Kulturminister, Sozialminister, Innenminister            | lebenslange Haft (entlassen 1955) | S                | S                | S                | S                | S                | U                | U                | U                | U                | U                |
| 23. | Kaya Okinori      | Finanzminister                                                                        | lebenslange Haft (entlassen 1955) | S                | S                | S                | S                | S                |                  |                  |                  | U                | U                |
| 24. | Tōgō Shigenori    | Außenminister, Botschafter in der Sowjetunion und Deutschland                         | 20 Jahre Haft (in Haft 1950 verstorben) | S                | S                | S                | S                | S                |                  |                  | U                | U                | U                |
| 25. | Shiratori Toshio  | Botschafter in Italien                                                                | lebenslange Haft (in Haft 1949 verstorben) | S                | U                | U                | U                | U                |                  |                  |                  |                  |                  |
| 26. | Shigemitsu Mamoru | Außenminister, Botschafter in England                                                 | sieben Jahre Haft (entlassen 1950) | U                | S                | S                | S                | S                | S                | U                |                  | U                | S                |
| 27. | Ōkawa Shūmei      | Politischer Philosoph, Ultranationalist, Vordenker und Propagandist der Kriegstheorie | erlitt am ersten Tag des Prozesses einen Nervenzusammenbruch, wurde in eine psychiatrische Anstalt eingewiesen und 1948 als freier Mann entlassen |                  |                  |                  |                  |                  |                  |                  |                  |                  |                  |
| 28. | Matsuoka Yōsuke   | Außenminister, Vertreter beim Völkerbund                                              | noch vor dem Prozessende am 26. Juni 1946 verstorben                                                                                              |                  |                  |                  |                  |                  |                  |                  |                  |                  |                  |

Als Urteil wurde das Mehrheitsvotum von Richtern aus den USA, Großbritannien, der Sowjetunion, der Republik China, Kanada und Neuseeland angenommen. Richter aus den Niederlanden, Frankreich, Indien, Philippinen und Australien veröffentlichten einzelne Minderheitsvoten. Besonders das Freispruchsvotum des indischen Richters Radhabinod Pal, der die Prozesse als Siegerjustiz betrachtete, wurde bekannt – wenn auch nur im Ausland; die Veröffentlichung seines Votums in Japan wurde von den Besatzungsmächten verboten. Von besonderem Interesse sind die Verurteilungen wegen „Führen eines Angriffskrieges gegen die UdSSR“, da die UdSSR vor dem Kriegsende Friedensvermittlungen zwischen Japan und den USA angekündigt hatte, am 8. August 1945 jedoch überraschend Japan den Krieg erklärte, wozu sie jedoch nach den Abkommen von Jalta gezwungen war. Die Anklage basiert in diesem Punkt auf den militärischen Auseinandersetzungen zwischen Japan und der Sowjetunion 1938/39.
Die Todesurteile wurden am 23. Dezember 1948, dem 15. Geburtstag von Prinz Akihito, im Sugamo-Gefängnis in Tokio vollstreckt.

## Rezeption und Kritik
Der Prozess blieb außerhalb Asiens lange Zeit weit weniger beachtet als der Nürnberger Hauptkriegsverbrecherprozess.
Ein Grund wird in der unterschiedlichen Dokumentation der beiden Prozesse vermutet. Schon kurz nach Beendigung des Nürnberger Tribunals wurden die Prozessprotokolle und –urteile im Jahr 1947 in englischer, französischer, russischer und deutscher Spreche veröffentlicht. Nach Abschluss des Tokioter Tribunals wurden diese Dokumente lediglich den Beteiligten des Verfahrens übergeben. Auf eine Veröffentlichung wurde zunächst verzichtet. Erst im Jahr 1968 wurden die Prozessmaterialien in japanischer Sprache öffentlich gemacht. Die englische Fassung der Prozessdokumente erschien erst Anfang der 1980er Jahre.
Die NS-Behörden haben ihre Tätigkeit in weit mehr Akten festgehalten als die japanische Bürokratie, die traditionell eher auf Schriftlichkeit verzichtete. So lag in Nürnberg weit mehr schriftliches Beweismaterial als Grundlage einer späteren wissenschaftlichen Auseinandersetzung vor als in Tokio. Möglicherweise wurden vor Prozessbeginn in Tokio auch belastende Dokumente vernichtet. Die in Nürnberg angeklagten hohen NS-Vertreter waren zudem außerhalb Japans weit bekannter als die Angeklagten in Tokio.
Japanische Nationalisten kritisieren das Militärtribunal bis heute als ungerechte Siegerjustiz, nicht nur wegen der gravierenden Übersetzungsprobleme von der englischen in die japanische Sprache vor und während der Verhandlung, sondern etwa auch weil der philippinische Richter Delfin Jaranilla an dem Todesmarsch von Bataan teilnehmen musste und daher als befangen galt. Die Richter Henri Bernard, Bert Röling und Radhabinod Pal haben im Nachhinein die Legitimität des Gerichtshofs und die Rechtstaatlichkeit des Verfahrens bezweifelt. Auch der Nürnberger Chefankläger Telford Taylor war der Meinung, die Kriegsverbrechen des japanischen Militärs seien im Gegensatz zum NS-Staat nicht auf Befehle der politischen Führung zurückgegangen, weshalb man die politische Führung in Japan nicht hätte anklagen dürfen. Der Yasukuni-Schrein reihte denn auch vierzehn vom Tribunal verurteilte Japaner unter die für die Nation Gefallenen ein. Generell werden die japanischen Kriegsverbrechen in Japan im Gegensatz zu den NS-Verbrechen in Deutschland nicht systematisch aufgearbeitet. Vor dem Hintergrund der Atombombenabwürfe auf Hiroshima und Nagasaki sah sich Japan lange als Opfer des Krieges, nicht als Täter.
Mit der Aufnahme des Verbrechens des Angriffskrieges in den Katalog der Straftatbestände des Römischen Statuts des Internationalen Strafgerichtshofs im Jahr 2018 erhielt der Prozess wieder mehr internationale Aufmerksamkeit.

## Weitere Prozesse gegen japanische Kriegsverbrecher
Konventionelle Kriegsverbrechen und Verbrechen gegen die Menschlichkeit wurden von nationalen Militärgerichten der im Pazifikkrieg seit 1937 von Japan eroberten und besetzten Gebiete abgeurteilt. 
319 derartige Fälle wurden in den Kriegsverbrecherprozessen von Yokohama verhandelt, weitere in China, auf Guam, in Indochina, Manila, Neuguinea, Niederländisch-Indien, Shanghai und Singapur.

### Aufsätze
- Ein Loch. In: Der Spiegel. Nr. 7, 1979, S. 128 (online – 12. Februar 1979).
- Franziska Seraphim: Kriegsverbrecherprozesse in Asien und globale Erinnerungskulturen. In: Christoph Cornelißen, Lutz Klinkhammer, Wolfgang Schwentker (Hrsg.): Erinnerungskulturen. Deutschland, Italien und Japan seit 1945 (= Fischer. 15219, Die Zeit des Nationalsozialismus.). 2. Auflage. Fischer-Taschenbuch-Verlag, Frankfurt am Main 2004, ISBN 3-596-15219-4, S. 77–92.

### Japanische Sekundärliteratur
- Awaya Kentaro: Tōkyō Saiban Shiryō. Tōkyō 1994.
- Awaya Kentaro: Tōkyō Saiban e no Michi. Tōkyō 1994.
- Awaya Kentaro: Tōkyō Saibanron. Tōkyō 1989.
- Noboru Kojima: Tōkyō Saiban. Tōkyō 1974.

### Deutsche und englische Sekundärliteratur
- Ian Buruma: Erbschaft der Schuld. Vergangenheitsbewältigung in Deutschland und Japan. Hanser, München u. a. 1994, ISBN 3-446-17602-0.
- Roland Berger: Die internationalen Militärtribunale von Nürnberg und Tokio. Eine rechtshistorische Aufarbeitung. Johannes Kepler Universität Linz, März 2015 (Volltext online.)
- Bernard V. A. Röling: The Tokyo Trial and Beyond. Reflections of a Peacemonger. Edited and with an introduction by Antonio Cassese. Polity Press, Cambridge 1993, ISBN 0-7456-1006-4.
- Solis Horwitz: The Tokyo Trial. In: International Conciliation. Nr. 465, 1950, ZDB-ID 220444-7, S. 473–584.
- Chihiro Hosoya, Nisuki Ando, Yasuaki Ōnuma, Richard Minear (Hrsg.): The Tokyo War Crimes Trial. An International Symposium. Kodansha, Tokyo 1986, ISBN 0-87011-750-5.
- Philip R. Piccigallo: The Japanese on Trial. Allied war Crimes Operations in the East, 1945–1951. University of Texas Press, Austin TX u. a. 1979, ISBN 0-292-78033-8.
- Zhang Sheng: The Rape of Nanking. De Gruyter Oldenbourg, Berlin, Boston 2021, ISBN 978-3-11-065233-8, Cases in the International Military Tribunal for the Far East Trial Arguments and Their “Legacy”. Based in a Study of Cross-examinations, S. 559–604, doi:10.1515/9783110652789.

## Film und Fernsehen
Der Prozess ist Gegenstand eines 2006 erschienenen und dort viel beachteten chinesischen Films von Gao Qunshu, The Tokyo Trial (111 Min.), in drei Sprachversionen Mandarin, Englisch und Japanisch.
2016 produzierte der japanische Sender NHK die außerhalb Japans durch Netflix vertriebene Miniserie Tokyo Trial, die die Ereignisse aus Sicht der Richter zeigt.
2015 waren die Prozesse Gegenstand des arte-Films Death by hanging – der Kriegsverbrecherprozess von Tokio.
Die fünfte Episode 1946. Die Tokioter Prozesse der achten Staffel der Arte-Dokumentationsreihe Verschollene Filmschätze analysiert die von dem Prozess gemachten Filmaufnahmen und ordnet sie ein.